# PolitiFact
PolitiFact.com es una organización sin ánimo de lucro operada por el Poynter Institute en San Petersburgo (Florida), con oficinas en dicha ciudad y en Washington D. C. Comenzó en 2007 como proyecto de The Tampa Bay Times (llamado después St. Petersburg Times) para informar sobre la veracidad de las afirmaciones hechas por funcionarios, candidatos y sus equipos, grupos de presión, grupos de interés y otros implicados en la política de los Estados Unidos. Sus empleados evalúan las declaraciones originales y publican sus hallazgos en la página PolitiFact.com, donde cada declaración recibe una calificación del ‘’Truth-o-meter’’ (medidor de la verdad), que oscila entre True (“verdadero”) para las declaraciones que sus empleados consideran ciertas, a Pants on Fire (“calzoncillos en llamas”, del dicho ‘‘liar, liar, pants on fire’’) para las declaraciones sus empleados califican de falsas.  Politifact se ha visto obligada a retirar artículos propios que resultaron ser falsos.
PunditFact, un sitio relacionado, también creado por los editores del Times, está dedicado a verificar las afirmaciones de tertulianos políticos. Ambos sitios fueron financiados originalmente por el Tampa Bay Times y la publicidad hasta 2008, y el Times sigue vendiendo publicidad para estos sitios ahora que pertenecen al Poynter Institute, una organización sin ánimo de lucro que también posee el periódico. PolitiFact depende cada vez más de subvenciones de varias organizaciones independientes, y en 2017 lanzó una campaña de afiliación y comenzó a aceptar donaciones de sus lectores.
Además de las afirmaciones políticas, la web supervisa los progresos que los funcionarios electos hacen con sus promesas electorales. Con este fin se creó un Trumpómetro para el presidente Donald Trump y un Obamómetro para el presidente Barack Obama. Los afiliados locales de PolitiFact revisan las pormesas electorales de los funcionarios regionales.
PolitiFact fue galardonado con el premio Pulitzer en 2009 y ha recibido elogios y críticas de observadores independientes, tanto conservadores como progresistas. En distintos momentos se le han achacado sesgos conservadores y progresistas, y se ha criticado que PolitiFact intenta verificar declaraciones que en realidad no pueden verificarse. Algunos críticos argumentan que el estilo de verificación que tiene PolitiFact sostiene que una afirmación en particular es fácticamente cierta o falsa, de manera equilibrada hacia al liberalismo y hacia el conservadurismo.

## Historia
PolitiFact.com fue creado en agosto de 2007 por Bill Adair, jefe de la oficina del Times en Washington, junto al Congressional Quarterly.
En enero de 2010, PolitiFact.com se expandió a un segundo periódico, el Austin American-Statesman de Austin (Texas), perteneciente a Cox Enterprises. La colaboración, titulada PolitiFact Texas, trata temas relacionados con Texas y la zona de Austin.
En marzo de 20102, el Times y su diario asociado ‘’Miami Herald’’ lanzaron PolitiFact Florida, web dedicada a temas de este estado. El Times y el Herald comparten recursos en algunas historias relacionada con Florida.
Desde entonces, PolitiFact se ha expandido a otros periódicos, como The Atlanta Journal-Constitution, The Providence Journal, Milwaukee Journal Sentinel, The Plain Dealer, Richmond Times-Dispatch, the Knoxville News Sentinel y The Oregonian. El Knoxville News Sentinel terminó su relación con PolitiFact en 2012.
En marzo de 2019, con vistas a las elecciones presidenciales, PolitiFact se asoció con Noticias Telemundo para verificar informaciones dirigidas al público hispanohablante, y en abril de 2019 unió fuerzas con Kaiser Health News (KHN) para verificar noticias relacionadas con la salud. En octubre de 2019 se revisó el proceso paso a paso que aplica el Truth-O-Meter para verificar la veracidad de una noticia, revelando hechos confirmados e incluyendo acreditaciones.
Desde 2009, Politifact elige anualmente una declaración política para nombrarla “Mentira del año”.
PolitiFact obtuvo el Premio Pulitzer de Periodismo Nacional en 2009 por su “iniciativa de verificación durante la campaña presidencial de 2008, utilizando periodistas de investigación y el poder de internet para examinar más de 750 afirmaciones políticas, separando la retórica de la verdad para iluminar a los votantes”.